# 文華殿
39°54′56″N 116°23′57″E / 39.915501°N 116.399188°E

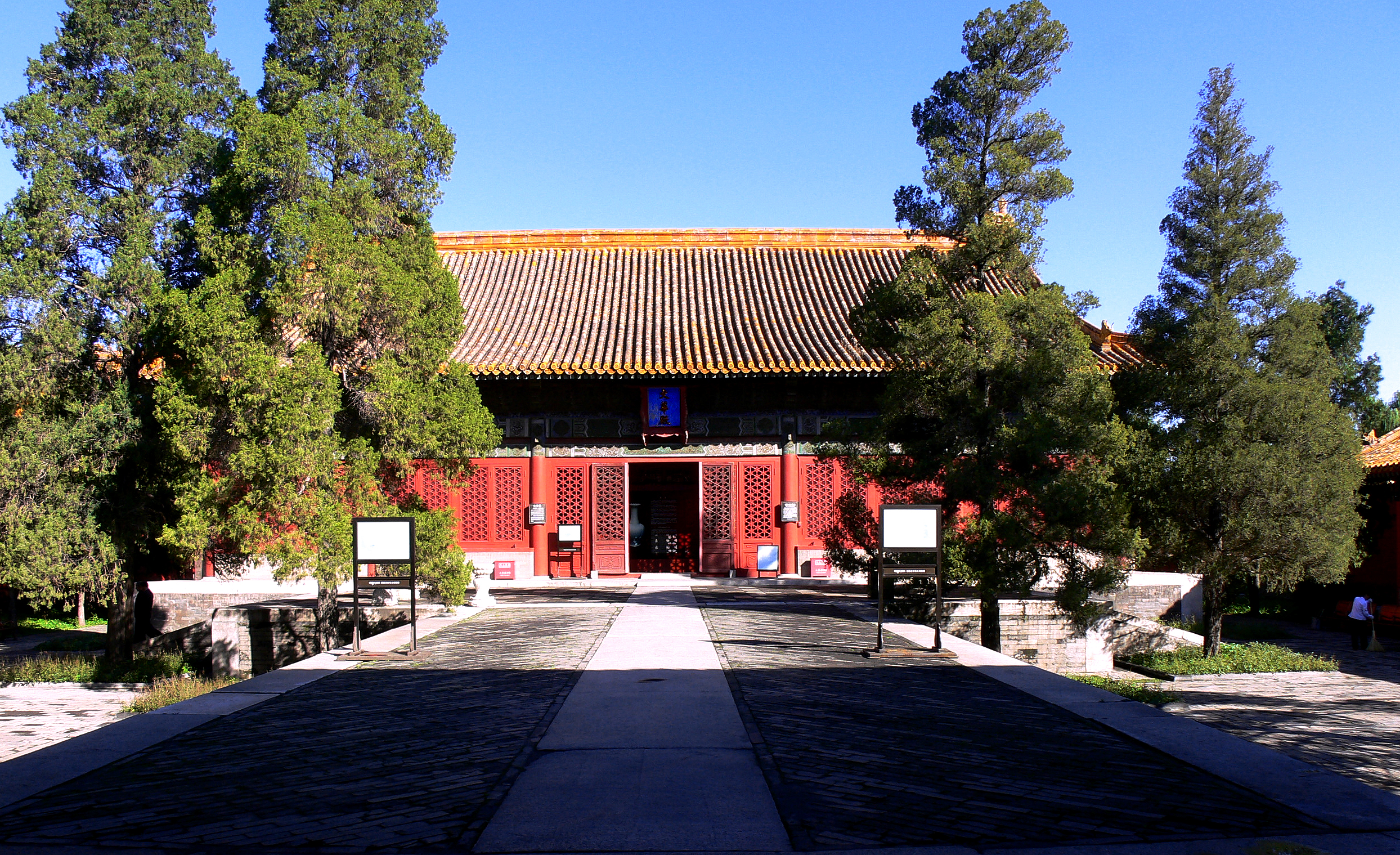
文华殿

文華殿，位于紫禁城外朝东路、東華門內，原為明朝太子摄事之所、皇帝便殿，明朝及清朝为举行经筵之礼的场所。2008年起，辟为故宫博物院陶瓷馆。

## 歷史

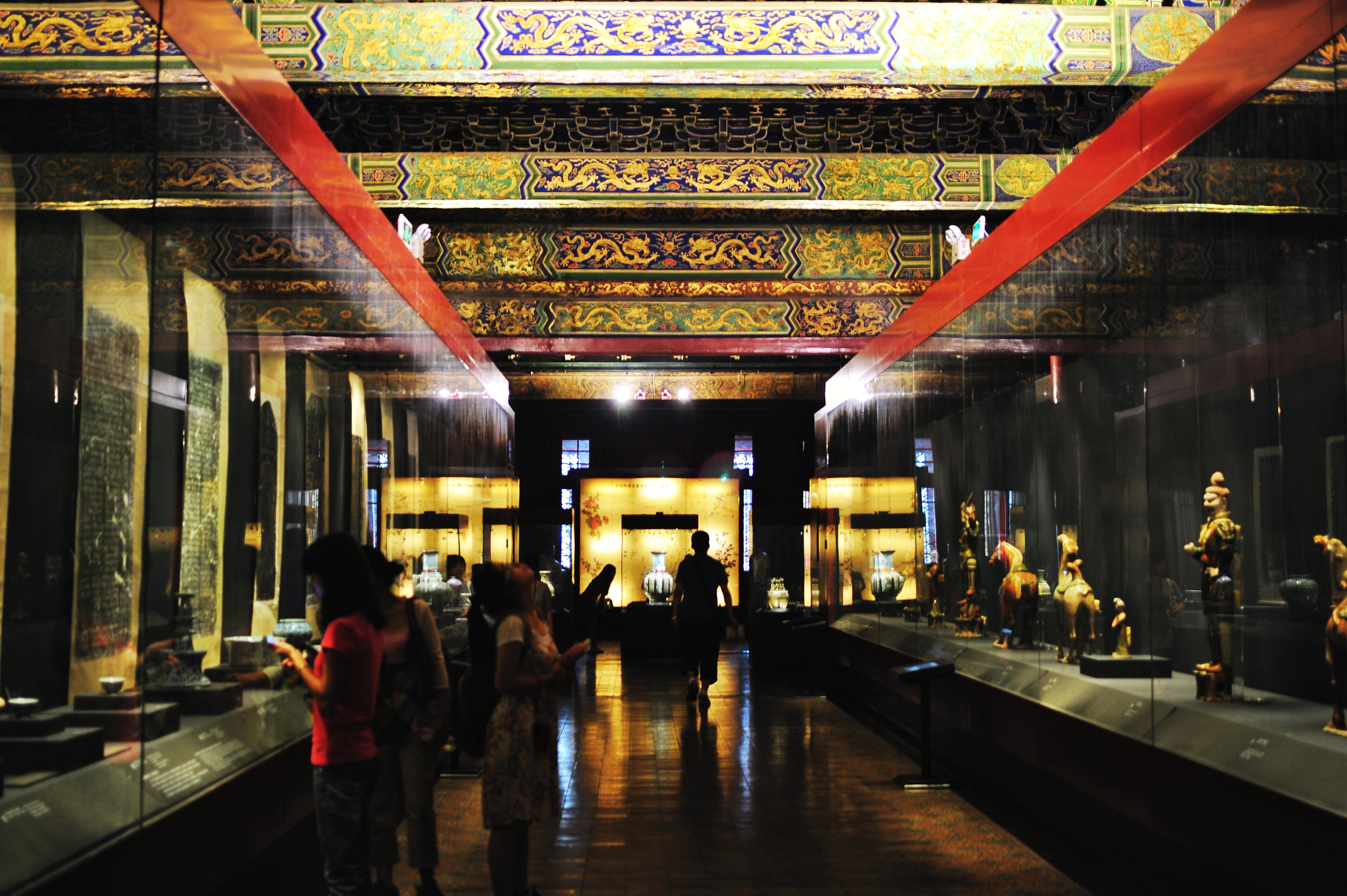
2010年，文华殿和主敬殿之间的穿廊内景，自北向南拍摄，远处为文华殿内景

### 明清時期
文华殿始建于明朝初年（建成時間估計在永樂帝即位以後），本址位于紫禁城外朝协和门以东，与武英殿东、西相对。由于文华殿位于紫禁城东路，并且曾一度作为“太子视事之所”，根据五行说，东方属木，其色为绿，代表生长，所以太子使用的宫殿屋顶覆盖绿琉璃瓦。文华殿起初是皇帝常御之便殿，明朝天顺朝、成化朝，太子践祚以前，首先摄事于文华殿。后来由于众太子大多年幼，无法参与政事，嘉靖十五年（1536年）将文华殿仍改为皇帝便殿，后来作为每年春秋仲月的經筵之所，文华殿建筑随之由绿琉璃瓦顶改为黄琉璃瓦顶。嘉靖十七年（1538年），在文华殿后添建圣济殿。
明朝设“文华殿大学士”一职，辅导太子读书。明朝殿试阅卷工作也在文华殿进行。
明朝末年，李自成攻入紫禁城后，文华殿建筑大多被毁。1683年（清康熙二十二年）才开始重建，当时明朝兴建的武英殿尚存，所以“一切规橅殆依明制为之”，以武英殿作为重建文华殿的蓝本。清乾隆年间，在文华殿北面的圣济殿的遗址上新建了文渊阁。
清朝重修文华殿建筑建築後，每年春秋仲月，均在文华殿举办经筵之礼，並以大学士、尚书、左都御史、侍郎等人充经筵讲官，满汉各有8人。每年以满汉各2人分别讲“经”、“书”，皇帝则撰写御论，阐发讲习“四书五经”之心得，礼毕，赐茶赐座。清朝的殿试阅卷工作也在文华殿进行。清朝逐步演变形成“三殿三阁”的内阁制度，文华殿大学士成为“三殿三阁”之一，其职掌变成辅助皇帝处理政务、统辖百官，权限比明朝有很大扩展。

### 文革時期
文化大革命爆发后，1966年6月，军宣队进驻故宫博物院，率全院职工批判“黑线”、贯彻“红线”。1966年8月16日，除在奉先殿举办的“收租院”展览外，故宫其他各处停止开放，实行闭馆。故宫博物院外的红卫兵将位于神武门的故宫博物院石匾被纸盖住，纸上用墨笔书写“血泪宫”三字；神武门外的砖墙上贴满“火烧紫禁城！！！”、“砸烂故宫！”的大字报。故宫博物院的“整改方案”随即出台，顺贞门、天一门、文华殿、乾隆花园内的门额被摘除，中和殿的宝座被拆走。但“整改方案”的其他项目尚未及实施，“批判资产阶级反动路线”大潮即袭来，军宣队随即成为被批判揪斗的对象，于1966年10月撤离故宫博物院，“整改方案”遂告终。

### 故宫博物院陶瓷馆

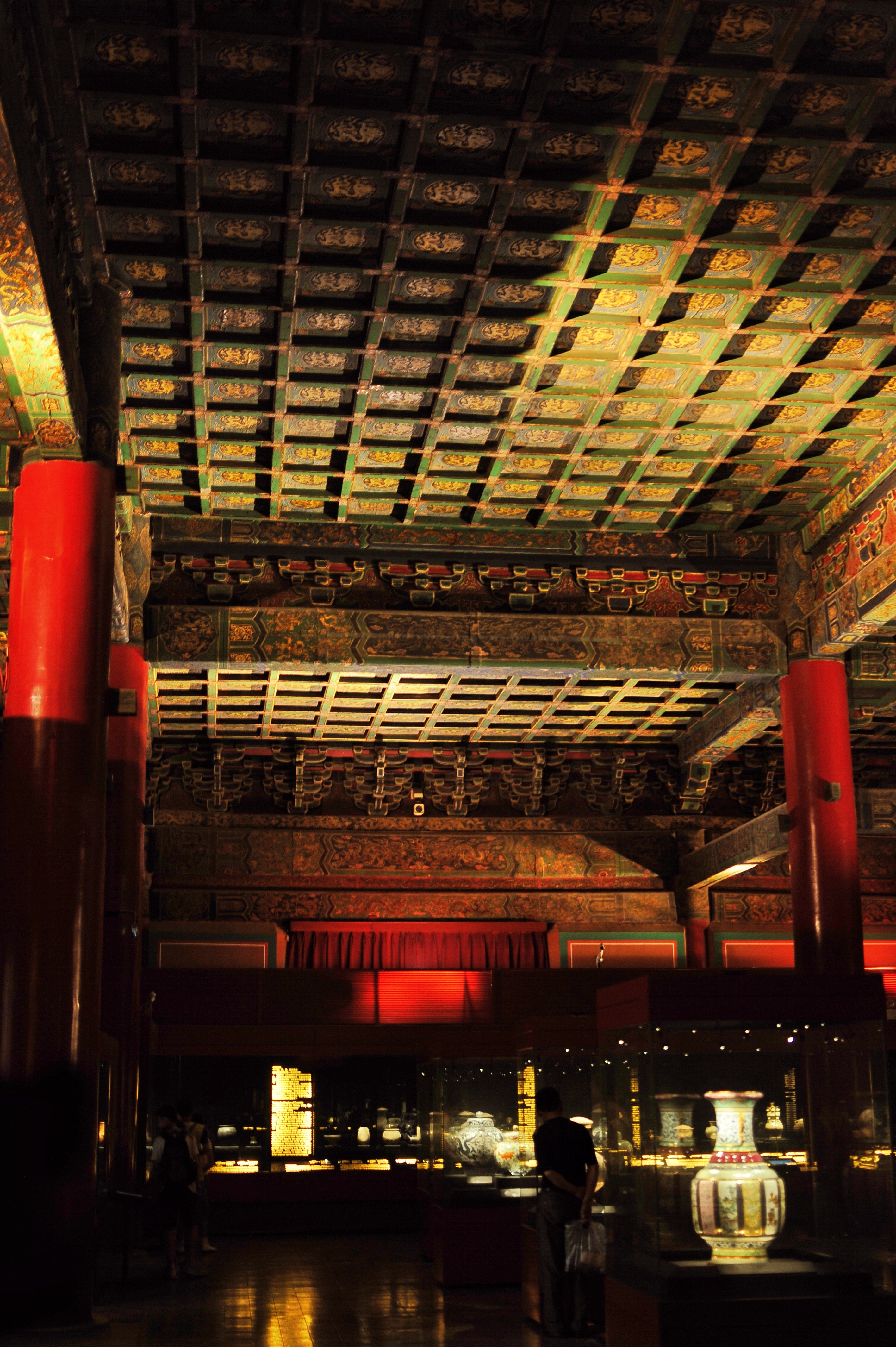
2010年，文华殿内景，自西向东拍摄

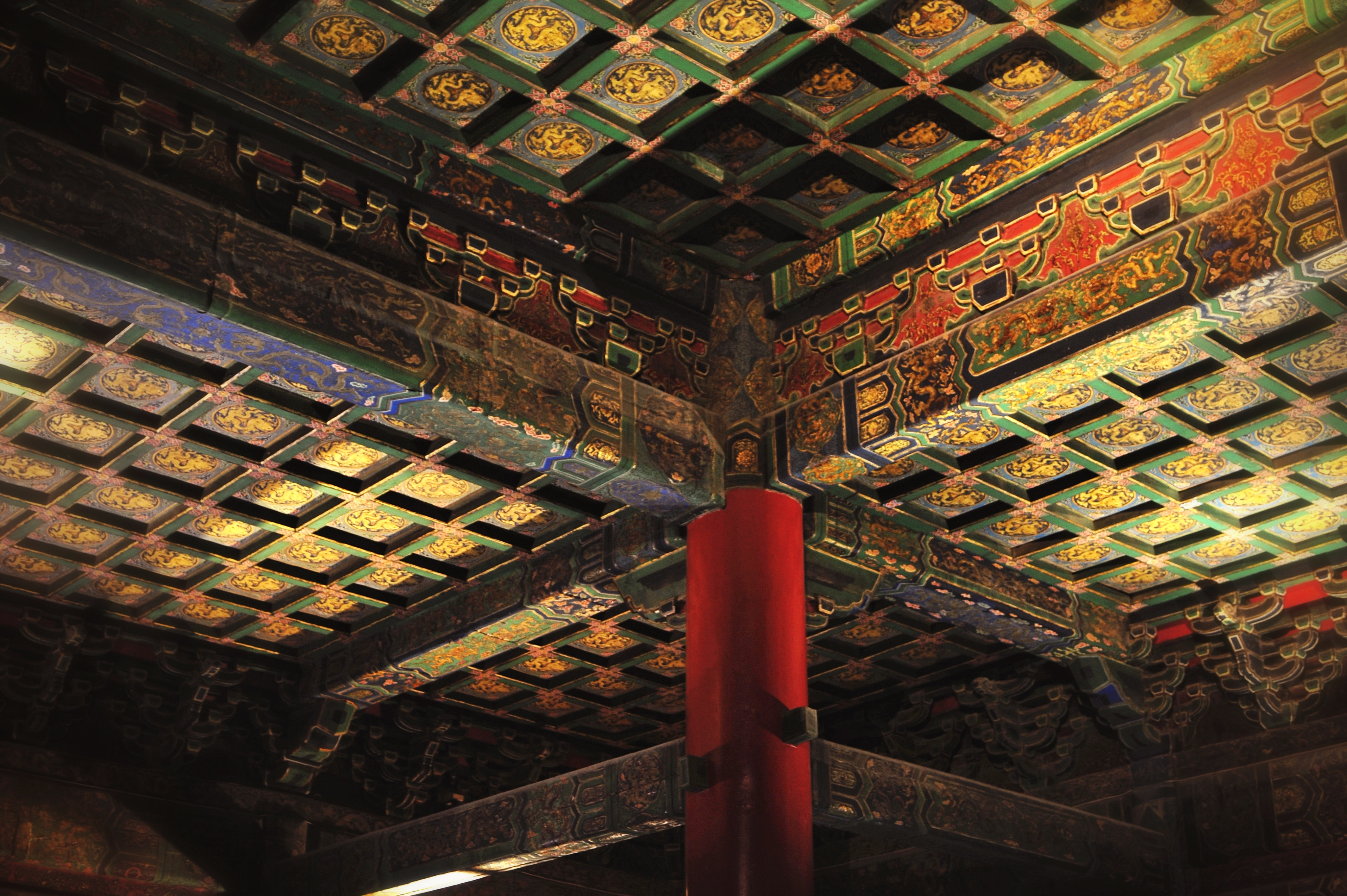
2010年，文华殿、主敬殿内景

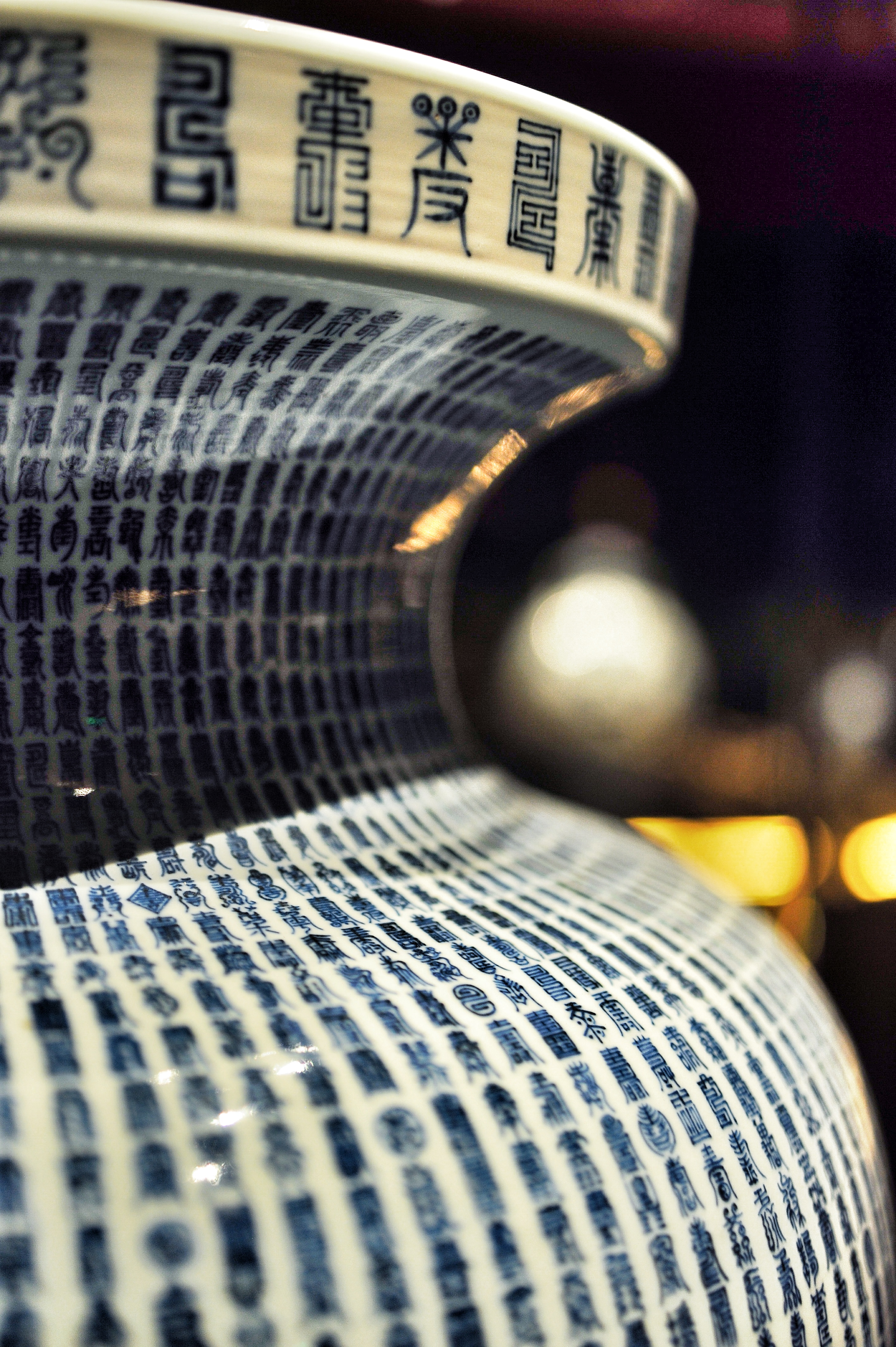
2010年，文华殿、主敬殿内展出的康熙青花万寿大尊

2008年7月15日，故宫博物院对外开放文华殿，将该殿作为故宫博物院陶瓷馆。故宫博物院陶瓷馆此前在月华门南北屋，2004年6月撤陈。这次故宫博物院陶瓷馆迁入文华殿之后，陈列面积达到1770平方米。截至2008年，故宫博物院收藏约35万件陶瓷文物、数千件基本完整的古陶瓷实物、自中国各地150余个具代表性的古陶瓷窑址采集的3万余片古陶瓷残片标本。上述藏品的年代上至新石器时代，下至近现代。此次在文华殿的陶瓷馆内展出429件故宫陶瓷器，沿着中国古陶瓷发展史的历程进行展陈，体现了从新石器时代磁山文化到清朝宣统三年（1911年）中国陶瓷的发展史。该展览自此成为故宫博物院的常设展览之一。

## 建筑
- 文华门：位于文华殿建筑群最南端。[1]

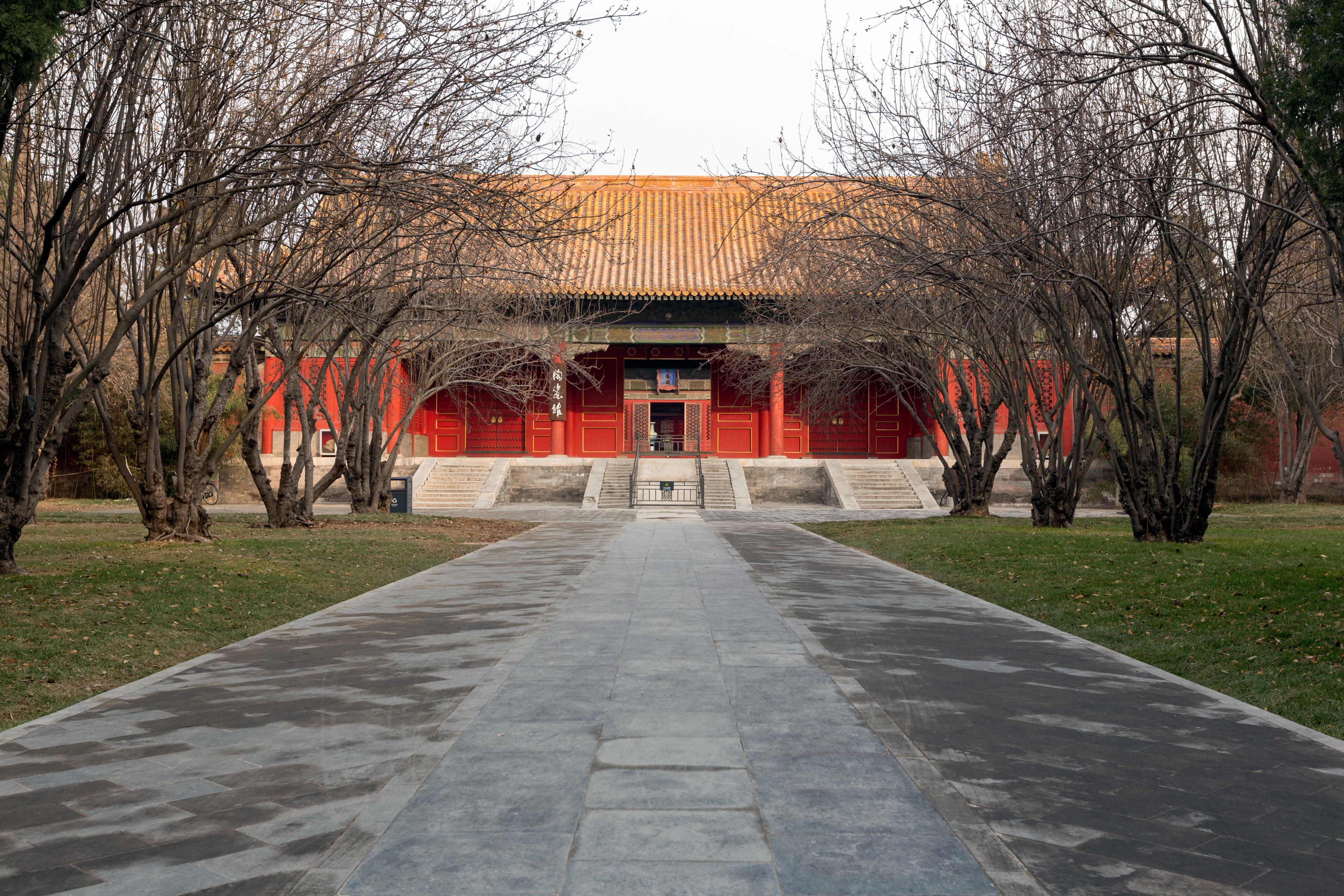
2015年，文华门

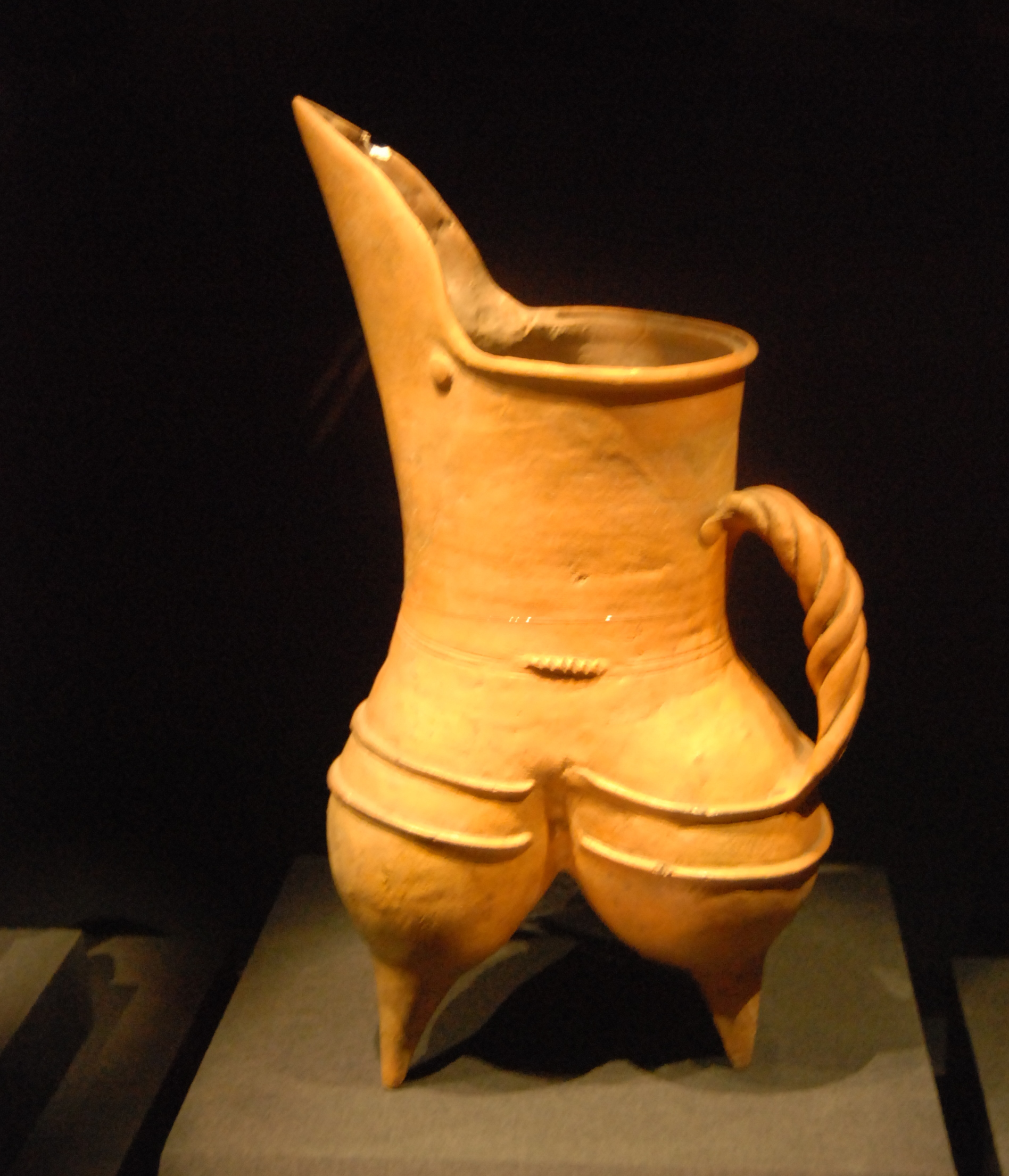
2010年，文华殿内展出的鬲

- 文华殿：文华殿主殿平面呈工字形，分为前后两殿，中间有穿廊相连。前殿即文华殿，坐北朝南，面阔五间，进深三间，黄琉璃瓦歇山顶。明间开六扇三交六椀菱花槅扇门，次间、梢间都是槛窗，各开四扇三交六椀菱花槅扇窗。东、西山墙各开一个方窗。文华殿前有月台，月台前方有一条甬路连接文华门。[1]
- 主敬殿：文华殿后殿为主敬殿，规制和文华殿略似，但进深稍浅。文华殿与主敬殿之间有穿廊相连。主敬殿以北便是文渊阁前的方池。[1]
  - 本仁殿：文华殿的东配殿。[1]
  - 集义殿：文华殿的西配殿。[1]
- 省愆居：明代建築，凡遇天变灾眚，圣驾居此，以示修省之意。清不存。明代文華殿前殿匾「繩愆糾謬」與此修省有關。